# Конституція Республіки Сербської
Конституція Республіки Сербської — головний закон і правовий акт в системі правових актів Республіки Сербської. Конституція регулює взаємовідносини в суспільстві, республіканську організацію та повноваження республіканських органів влади.
Перша Конституція була прийнята 28 лютого 1992 року. Тоді вона називалася Конституція Сербської Республіки Боснії і Герцеговини. Головний закон РС був прийнятий в роки розпаду Югославії. З моменту приняття Конституція неодноразово мінялася і доповнялася. В основному, це було пов'язано з її редакцією після Дейтонського мирного протоколу та рішеннями Конституційного суду Боснії і Герцеговини. Також Конституція неодноразово змінювалася під час мандату Високого представника в БіГ Педді Ешдауна. Були озвучені і вимоги приняття нової конституції.

## Структура
Структура Конституції РС складається з 12 глав і 140 статей.
1. Основні положення
2. Права та свободи людини
3. Економічна та соціальна структура
4. Права та обов'язки Республіки
5. Організація Республіки
6. Територіальна організація
7. Оборона Республіки
8. Конституційність та законність
9. Конституційний суд
10. Суди та прокуратура
11. Зміни до Конституції
12. Заключні положення